# Simon the Sorcerer 3D
Simon the Sorcerer 3D ist ein Computerspiel des britischen Spieleentwicklers Adventure Soft aus dem Jahr 2002. Das Adventure ist der dritte Teil der Spieleserie Simon the Sorcerer und der erste, der komplett in 3D gehalten ist.

## Handlung
Simon the Sorcerer 3D spielt wie die beiden Vorgänger in einer durch Fantasy- und Märchen-Elemente geprägten Parallelwelt. Am Ende von Simon the Sorcerer II hatte der böse Zauberer Sordid, Antagonist der Serie, durch Körpertausch die Seele des Titelhelden Simon von seinem Körper getrennt und war mittels Magie in die reale Welt, aus der Simon ursprünglich kam, gereist. Simon the Sorcerer 3D setzt kurz nach Ende des Vorgängers ein. Sordid kehrt zurück in die Parallelwelt, und da sein Gehilfe Runt ihm einen mechanischen Körper konstruiert hat, hat er keine Verwendung mehr für Simons Körper und entsorgt ihn. Gegner Sordids, die Simons Seele retten konnten, bemächtigen sich auch des Körpers und vollziehen unter Aufsicht des aus Teil 1 und 2 bekannten, guten Zauberers Calypso im Tempel des Lebens ein Ritual, um Körper und Seele zu vereinen. An dieser Stelle setzt das Spiel ein; der Spieler erwacht in Gestalt von Simon innerhalb des Tempels in der Kammer der Wiedergeburt. Sordid hat sich erneut aufgemacht, sich die Welt untertan zu machen. Dies muss vom Spieler in Gestalt von Simon verhindert werden.
Der wiederbelebte Simon muss zunächst die Stadt Poliganis aufsuchen, wo er auf Melissa Leg treffen soll, eine schweigsame Kriegerin, die Simons seelenlosen Körper rettete. Simon verliebt sich in Melissa, die aber nicht zuletzt wegen dessen überheblichen Art nichts von ihm wissen will. Im Laufe seiner Mission bereist Simon die umfangreiche Spielwelt und trifft dabei auf zahlreiche skurrile Gestalten, die wie eine Gruppe Rollenspiel-Nerds, militante Holzwürmer oder das verschrobene Reptil „Sumpfling“ bereits einen Auftritt in den Vorgängerspielen hatten oder wie ein weltweit liefernder Pizzabote oder ein mit seinen Kühen sprechender Bauer in Simon the Sorcerer 3D erstmals auftreten.
Um Sordid, der diesmal das gesamte Universum unterjochen will, zu besiegen, muss im weiteren Verlauf des Spiels eine Gruppe aus vier legendären Kriegern zusammengestellt werden. Neben Melissa Leg (die „Heldin des Lichts“) sind dies der „König des Ostens“ Jar Nin, der so wie Simon zu Beginn des Spiels in Seele und Körper getrennt ist, der intellektuell geforderte Coneman the Barabrain sowie Prinz Tapfer, der in einen Frosch verwandelt wurde. Abgesehen davon, dass einige der Krieger aus misslichen Situationen gerettet werden müssen, hatte Simon einige von ihnen zuvor im Spiel derart beleidigt, dass sie eine Zusammenarbeit zunächst ablehnen.
Gegen Ende des Spiels kann Simon in Sordids Festung eindringen und dessen Pläne ausspionieren: Sordid und sein Assistent Runt haben den Nexus-Kontrollraum mit dem Nexus-Computer darin gefunden, das Kontrollzentrum des Universums. Sordid bereitet eine Umstellung des Computers von automatischer auf manuelle Kontrolle vor, um so das Universum selbst steuern zu können. Simon gelingt es, Sordid an der Umsetzung seines Plans zu hindern und ihn im Inneren des Computers gefangen zu setzen.

## Spielprinzip und Technik
Die beiden Vorgängerspiele waren 2D-Adventures, in denen animierte Sprites vor handgemalten Kulissen agierten; die Interaktion erfolgte über ein Point-and-Click-Interface.
Simon the Sorcerer 3D ist hingegen komplett in 3D gehalten. Aus Polygonen zusammengesetzte Charaktere agieren in dreidimensionalen, in Echtzeit berechneten Kulissen. Der Spieler steuert Simon mit den Cursortasten durch die Spielwelt. Punkte, mit denen er interagieren kann, werden vom Spiel markiert, indem die Spielfigur ihnen bei Annäherung das Gesicht zuwendet. Um bestimmte Aktionen auszuführen, muss der Spieler den Aktionen zugeordnete Tasten drücken. Simon kann so seine Umgebung untersuchen oder manipulieren, sein Inventar aufrufen sowie an Stelle der normalen Fortbewegung kriechen oder laufen.
Eine vereinfachte Navigation durch die Spielwelt erfolgt durch über das Spiel verteilte Telefonzellen, in denen der Spieler auf einer Landkarte der Spielwelt bereits besuchte Orte anklicken und sich dadurch zu ihnen teleportieren kann. Ein Speichern des Spiels ist jederzeit möglich. Im Gegensatz zu den beiden Vorgängerspielen kann die Spielfigur Simon während des Spiels an mehreren Stellen sterben. Das Spiel ist in solchen Situationen nicht beendet, vielmehr wird der Spieler automatisch kurz vor der tödlichen Stelle wiederbelebt.
Über die Leertaste kann ein Menü aufgerufen werden, das sowohl den Zugriff auf das Inventar des Spielers ermöglicht als auch das Optionsmenü beinhaltet. Innerhalb des Menüs kann mit der Tastatur navigiert und ausgewählt werden, es wurde jedoch zusätzlich auch eine Maussteuerung implementiert.

## Produktionsnotizen
Die Entwicklungsarbeiten zu Simon the Sorcerer 3D begannen im Sommer 1998, drei Jahre nach Veröffentlichung des Vorgängers Simon the Sorcerer II. In der Zwischenzeit hatte Adventure Soft das Adventure Floyd: Es gibt noch Helden entwickelt und mit mäßigem kommerziellen Erfolg veröffentlicht. Im Anschluss gab die Firma das Publishing-Geschäft auf und konzentrierte sich auf die Produktion eigener Titel, wobei die Firma zu „Headfirst Productions“ umfirmierte. Simon the Sorcerer 3D war ursprünglich als 2D-Adventure konzipiert. Als sich auch nach längerer Suche kein Publisher für die Vorfinanzierung des Spiels fand, entschloss sich Adventure Soft zu einem inhaltlichen wie technischen Neuanfang und vollzog eine Umstellung auf 3D. Verwendet wurde die Spiel-Engine NetImmerse, mit der das Team allerdings bis dato keine Erfahrungen gemacht hatte. In puncto Design versuchten die beiden Woodruffes (Vater Michael und Sohn Simon), das typische Rätseldesign eines 2D-Spiels in eine 3D-Umgebung zu transponieren.
Als Vertriebspartner wurde Hasbro gefunden. Eine Veröffentlichung war für das Jahr 2000 geplant, ein Werbetrailer wurde veröffentlicht. Das Spiel fiel allerdings durch eine interne Qualitätsprüfung bei Hasbro, dann wurde die Computerspielesparte des Spielwarenherstellers an Infogrames verkauft. Erst 2002 fand sich mit Vivendi Universal ein neuer Publisher. Am 19. April 2002 erschien das fertige Spiel zunächst in Adventure Softs Heimatmarkt Großbritannien.
Der Humor des Spiels erstreckt sich nicht nur auf Wortwitz in den Dialogen und Anspielungen auf Popkultur im Allgemeinen und Computerspiele im Besonderen. Die Autoren nehmen sich auch selbst nicht ernst, beispielsweise stößt Simon während des Spiels auf ein Warenlager voller unverkaufter Kopien von The Feeble Files, das für das Studio Adventure Soft ein finanzielles Desaster war. Simon Woodruffe schätzte die Spieldauer von Simon the Sorcerer 3D auf 17 bis 60 Stunden, je nachdem, wie gut der Spieler das Spiel bereits kennt. Die Lokalisation ins Deutsche wurde vom Hamburger Studio Ulrich Mühl durchgeführt, dem Tonstudio eines ehemaligen ASM-Redakteurs.
Nach Simon the Sorcerer 3D entwickelte das Team von Headfirst Productions noch das Action-Adventure Call of Cthulhu: Dark Corners of the Earth, das ebenfalls ein finanzieller Reinfall wurde. Danach verschwand das Studio vom Markt; das ehemalige Management vertreibt unter dem alten Namen Adventure Soft weiterhin die alten Produkte der Firma. Die Markenrechte an Simon the Sorcerer wurden an die deutschen Silver Style Studios verkauft, die 2007 Simon the Sorcerer: Chaos ist das halbe Leben und 2009 Simon the Sorcerer: Wer will schon Kontakt? veröffentlichten.

## Rezeption
Simon the Sorcerer 3D erhielt durchwachsene bis negative Bewertungen. Die Rezensionsdatenbank GameRankings aggregiert 7 Rezensionen zu einem Mittelwert von 56 %.
Das Fachmagazin Adventure-Treff äußerte sich lobend über den Humor, die „lustigen, einprägsamen“ Charaktere sowie die deutschsprachige Lokalisation auf LucasArts-Niveau. Das Magazin kritisierte neben einer eher banalen Story und dem Vorhandensein von Lauf- und Geschicklichkeitssequenzen vor allem die Grafik und die Steuerung des Spiels. Die Grafik sei polygonarm, die wenigen Figuren im Spiel sähen deshalb aus „wie Lego-Figuren“ mit Klötzen statt Händen und „total albernen“ Animationen. Die Steuerung sei durch Ungenauigkeiten und das stetige Wechseln der Kameraperspektive „ziemlich nervig“. In Summe sprach das Magazin eine uneingeschränkte Kaufempfehlung nur für Fans der ersten beiden Spiele aus. 4Players hob positiv hervor, dass die Qualität der Rätsel der ersten beiden Teile gut an die neue Technik angepasst worden sei und dass der schwarze Humor der Vorgänger insbesondere bei den Dialogen wieder zum Tragen komme. Gelobt wurden außerdem die Sprachausgabe und der Soundtrack des Spiels. Die Grafik hingegen sei „einfach hässlich“ und die Steuerung „fummelig“. Das Magazin wertete: „Exzellente Dialoge, skurrile Gestalten, abgefahrene Schauplätze und vor allem Simons trockener Humor schaffen es immer wieder, dem Spieler ein Grinsen ins Gesicht zu zaubern“.
In einer retrospektiven Analyse urteilt das Online-Magazin Hardcore Gaming 101, die Grafiken des Spiels seien „jenseits von schrecklich“. Sie erinnerten an die ersten Versuche der Spieleindustrie mit in Echtzeit berechneten 3D-Grafiken, fünf Jahre ältere PlayStation-Spiele sähen mitunter besser aus. Weiterhin sei die Spielwelt wie in vielen frühen 3D-Spielen leer und viel zu groß, was zu enormen Laufwegen führe, und die Kameraführung vollführe insbesondere bei der Navigation der Spielfigur durch Korridore „erratische Schwünge“. Die Steuerung sei für die Actioneinlagen des Spiels völlig ungeeignet. Immerhin hielten Story, Humor und Vertonung des Spiels mit der Qualität der Vorgänger mit.
Zudem wurde in der Presse ein Rätsel besonders hervorgehoben: Um das Spiel erfolgreich beenden zu können, musste der Spieler das CD-ROM-Laufwerk seines Computers öffnen.